# Sultanspalast von Agadez

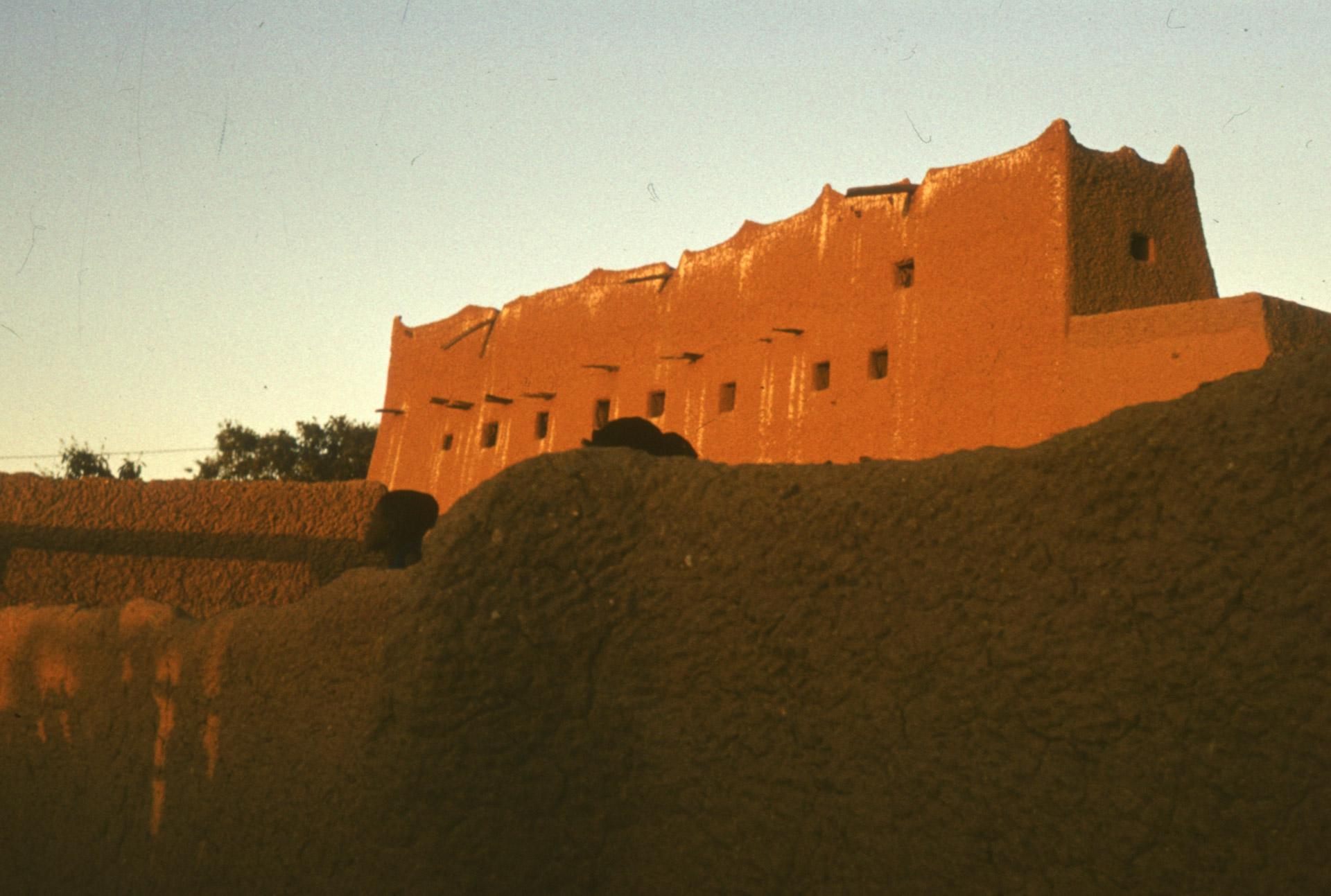
Sultanspalast von Agadez (1976)

Der Sultanspalast von Agadez ist der Sitz des Sultanats Aïr in der Stadt Agadez in Niger.

## Geschichte
Der Sultanspalast wurde im 15. Jahrhundert erbaut, als Agadez zur Hauptstadt des Sultanats Aïr geworden war. Seine Errichtung wird der von 1430 bis 1449 währenden Regierungszeit von Sultan Ilisawan zugeschrieben. Der Palast war das erste Lehmziegel-Gebäude in der Stadt.
Im Jahr 1740 überstand der Palast eine Belagerung durch die die Tuareg-Gruppe Kel Away, die einen Teil der Stadtbewohner töteten.
Die Zentralregierung in Niamey ließ 2002 kleinere Renovierungsarbeiten am Sultanspalast durchführen. Die Erhaltung des Gebäudes obliegt in der Regel den Maurermeistern des Sultans. Das Sultanat ist bis heute der Eigentümer des Palastes.

## Lage und Architektur

Fenster des Sultanspalastes (Winter 1990/1991)

Der Sultanspalast liegt im Stadtviertel Katanga im Westen der Altstadt von Agadez. Unmittelbar südlich des Palastes, nur durch eine schmale Gasse getrennt, befindet sich die Große Moschee von Agadez.
Das Areal des Palastes ist von einer Mauer umgeben und erstreckt sich über eine Fläche von 1,2 Hektar. Es besteht aus mehreren Einzelbauten und Höfen. Der Hauptzugang erfolgt über den großen Innenhof im Westen. Über das Südtor wird dem Sultan und seinem Hofstaat ein privilegierter Zugang zur Großen Moschee von Agadez ermöglicht. Unmittelbar beim Südtor befindet sich ein al’Bahira genannter kleiner Gebetsplatz.
Das weithin sichtbare Hauptgebäude erstreckt sich über drei Stockwerke und eine Höhe von zehn Metern. Im großen Hof im Westen liegen eine Gebetshalle sowie eine Empfangshalle mit einem Netzgewölbe und einem erhöhten Vorsprung, von dem die Familie des Sultans Veranstaltungen im Hof überblicken kann, ferner eine Zone, in der das Pferd des Sultans gesattelt wird, und eine Zone für Musiker. Im Norden des Areals befindet sich eine Agagir genannte Gebäudegruppe mit Wohnungen für Bedienstete des Sultans. Ihnen sind offene Garagen vorgelagert, die jüngeren Datums sind.

## Nutzung
Der Palast ist die Residenz des Sultans und seiner Familie und beherbergt den Hofstaat und die Bediensteten des Sultans.
Der Hofstaat besteht aus folgenden Amtsträgern:
- Der Dan Galadima vertritt den Sultan in dessen Abwesenheit. Er wird aus den Familienmitgliedern des Sultans ausgewählt.
- Der Cadi, auch Alkali genannt, ist für die Rechtsprechung des Sultanats zuständig.
- Die Magagia ist für Frauenangelegenheiten zuständig. Sie ist eine Schwester des Sultans.
- Die Tambaras unterstützen die Magagia auf der Ebene der einzelnen Stadtviertel.
- Der Tourawa ist der Sekretär des Sultans.
- Der Serki yaki ist für militärische Angelegenheiten verantwortlich.
- Die Dogarai sind mit polizeilichen Aufgaben betraut.
- Der Garo stellt die Verbindung zwischen dem Sultan und den ihm untergebenen Gemeinschaften im Westen sicher.
- Der Serki kassoua hat die Aufsicht über die Märkte.
- Der Makada ist für die Fanfaren des Sultanats zuständig.
- Der Serki fawa ist der Anführer der Metzger.
- Der Serki kofa ist für die Torwache des Sultanspalastes verantwortlich.
- Der Galadima stellt dem Sultan Gäste vor.
- Der Makitan begleitet des Sultan auf allen seinen Reisen.
- Der Aghastan ist ein Emissär des Sultans.
- Der Imam ist für religiöse Angelegenheiten zuständig.
- Der Madaha leitet die Koranrezitationen bei religiösen und sozialen Zeremonien.
- Die Marabouts unterstützen den Madaha.
- Die Maghaali sind die Maurermeister des Sultanats. Ihr Anführer ist der Serki guina.[3]

Befindet sich der Sultan in der Stadt, wird ihm jeden Donnerstag bei Einbruch der Dämmerung mit einem Sara genannten Ritual im Palast gehuldigt. Dabei treten die wichtigsten Mitglieder des Hofstaats sowie Algaitaspieler und Trommler in Erscheinung.
Das Palastareal wird für weitere Empfänge und Versammlungen genutzt. Der große Innenhof im Westen dient den Stadtbewohnern von Agadez für die jährlichen Feiern des Fests des Fastenbrechens und des Opferfests.